# Oma Boma
Oma Boma is het 14de album in de stripreeks van F.C. De Kampioenen, getekend door Hec Leemans met medewerking van Tom Bouden. De strip werd uitgegeven door Standaard Uitgeverij in 2000.

## Het verhaal
Marc Vertongen heeft terug zijn job opgenomen als hulppostbode. Hij komt Balthasar Boma een expressbericht brengen van zijn moeder. Oma Boma staat op het moment zelf bepakt en bezakt al aan het station en is besloten een tijd bij haar zoon te wonen en ook het liefdesleven van Boma te regelen. Mariah uit de Pussycat wordt prompt op straat gezet, en moeder Boma vindt dat hij zijn liefdespijlen volop moet richten op Pascale De Backer. Marcske en Carmen scharen zich beide aan de zijde van Boma's moeder en Boma zelf weet niet meer wat hem overkomt.
Wanneer Boma vervolgens een tafeltje bestelt bij BTW denken Doortje en Bieke dat dat zal zijn om met Pascale af te spreken. En ook Pascale kondigt aan die avond weg te zijn. In werkelijkheid spreekt hij evenwel af met Mariah om de rimpels glad te strijken. Ook Kolonel Vandesijpe komt met twee meisjes van de Pussycat bij BTW binnenvallen. BTW trakteert met champagne voor het veronderstelde nakende huwelijk, Mariah denkt dat zij de uitverkorene is en Vandesijpe is ook stomverbaasd over Boma's huwelijksplannen. Wanneer even later Oma Boma bij BTW binnenvalt en Boma terug naar huis meesleurt en daar opsluit is de verwarring compleet.
Pascale heeft heimelijk via het huwelijksbureau Tortelduif een afspraak met graaf Antonio Diego de San Andreas die haar trakteert in de Comme Chez Jean-Pol (naar de Comme Chez Soi). Pascale is helemaal in de wolken, en beseft nog niet dat haar droomgraaf eigenlijk een door inspecteur Porei en de rest van de politie gezochte seriemoordenaar is die vrouwenlijken in stukken versnijdt en vervolgens in vuilniszakken dumpt.
Sterk genoeg is het Boma, ontsnapt uit zijn kamer waar hij door Oma Boma werd opgesloten die samen met Marcske Pascale op het nippertje uit de handen van de graaf kan redden. De graaf wordt door inspecteur Porei gevangengenomen, Oma Boma die ook een verdienstelijk voetbalster blijkt te zijn, speelt nog een match mee met De Kampioenen en vertrekt naar huis en Boma droomt wel dat hij met Pascale gaat trouwen, maar geniet ondertussen wel van het gezelschap van Mariah.

## Hoofdpersonages
- Bieke Crucke
- Pascale De Backer
- Carmen Waterslaeghers
- Marc Vertongen
- Balthasar Boma
- Pol De Tremmerie
- Bernard Theofiel Waterslaeghers
- Doortje Van Hoeck
- Xavier Waterslaeghers

## Gastrollen
- Oma Boma, de moeder van Balthasar Boma
- Mariah van de Pussycat
- Kolonel Vandesijpe
- Graaf Antonio Diego de San Andreas
- Inspecteur van politie Porei

Zal 't gaan, ja? · Mijn gedacht! · Buziness is buziness · Vliegende dagschotels · 't Is niet waar, hé? · De dubbele dino's · Kampioen zijn is plezant! · Kampioenen op verplaatsing · Tournee Zénérale · De ontsnapping van Sinterklaas · Xavier in de puree · Het sehks-schandaal · De kampioenen maken een film · Oma Boma · De huilende hooligan · Bij Sjoeke en Sjoeke · Het geval Pascale · De simpele duif · Supermarkske · Supermarkske slaat terug · Kampioenen aan zee · Boma in de coma · De dader heeft het gedaan · De wereldkampioenen · Sergeant Carmen · Het spiedende oog · Vertongen en zoon · Man, man, man! · Stem voor mij! · Gebakken lucht · Kampioenen op wielen · De zeep-serie · Kampioenen in Afrika · Supermarkske op de bres · Agent Vertongen · De trouwpartij · Kampioenen op latten · Buffalo Boma · De vliegende reporter · De groene zwaan · Xavier gaat vreemd · De lastige kampioentjes · Boma in de wellness · De antieke antiquair · Alle hens aan dek  · Supermarkske op het slechte pad  · De schat van de Macboma's · De Jobhopper · De Kampioenen in het circus · 50 Kaarsjes... · Baby Vertongen · De nies van de neus · Don Padre Padrone · De rally van tante Eulalie · Paulientje op de dool · Miss Moeial · Carmen in het nieuw · Het geheim van de kampioentjes · De Afronaut · De erfenis van Maurice · De Kampioenen maken ambras · Oma Boma trainer · DDT doet weer mee · 20 jaar later · De Kampioenen in Pampanero · Kampioentjes verliefd · Supermarkske is weer fit · De pil van Pol · Vertongen Vampier · Fernand gaat trouwen · De verdwenen kampioenen · Xaverius De Grote · Komen vreten · Dolle Door · Hello poepa · De vinnige voetballer · Vijftig tinten paarsblauw · Dokter Jekyll en mister Vertongen · De kampioenen van de filmset · De Kampioentjes en het spookkasteel · De Kampioenen in Rio · Boma op de klippen · Op zoek naar Neroke · Supermarkske bakt ze bruin · De Corsicaanse connectie · De lotto-kampioen · DDT op het witte doek · De geniale djinn · Paniek in de Pussycat · De kampioentjes maken het bont · De malle mascotte · De pakjesoorlog · Supermarkske is weer proper · De tandartsassistente · Maurice de zwijger · Pol en Doortje gaan scheiden · Allemaal cinema! · Boma burgemeester · De nieuwe kolonel · Alles loopt in het honderd · De bucketlist van Xavier · Bibi Carmen · De kampioentjes en de kroonprins · Vrouwen aan de macht · Patatten en saucissen · De bronzen beker · Supermarkske en de 7 dwergen · De Kampioenen trappen door · De grimas van een paljas · De verjaardagstaart · Kampioenen aan het front · Boma in de val · Terug naar Splotsj · Ginette · Gespuis in huis · De knecht van tante Eulalie · De bal is rond · De strijd der titanen